# Bamfield
Bamfield est une communauté canadienne de la Colombie-Britannique située sur l'île de Vancouver.